# Республиканская федерация
Республиканская федерация (фр. Fédération républicaine, FR) — крупнейшая консервативная партия Третьей Французской республики, объединившая правое крыло умеренных республиканцев, противостоящее правительству Вальдека-Руссо, и остатки либеральных орлеанистов, ставших республиканцами.
Основанная 1 ноября 1903 года, партия конкурировала с более светским и центристским Демократическим альянсом, образованным левым крылом умеренных республиканцев, выступавшим за союз с Радикально-социалистической партией и правительством Вальдека-Руссо. Позже большинство депутатов от Республиканской федерации и Либерального действия (в которую входили католики-республиканцы) присоединились к правой парламентской группе Демократическое республиканское согласие (Entente républicaine démocratique).

## История

### Зарождение
После проигранной франко-прусской войны (1870—1871) и последующего падения Французской империи родилась Третья Французская республика. С самого зарождения её политическая сцена была разделена на две группы: правых, монархистов (орлеанисты и легитимисты, выступавшие за мир с только что созданной Германской империей, а также бонапартисты), и левых, республиканцев (радикалов и умеренных). Оба республиканских объединяли течения республиканизм, антиклерикализм и социал-реформизм, а разделяло то что радикалы были в основном националистами и антигерманистами, выступая против Версальского договора с Пруссией, в то время как умеренные были более прагматичны в международной политике.
В начале 1900-х годов умеренные республиканцы (известные также как республиканцы-оппортунисты) окончательно раскололись по вопросу сотрудничества с «Левым блоком» Пьера Вальдека-Руссо и радикалами-социалистами. Уже в 1901 году левое крыло республиканцев-оппортунистов, которые были против экс-премьера Жюля Мелена, выступавшего за союз с правыми, создало свою партию, левоцентристский Демократический республиканский альянс, взяв курс на поддержку кабинета Вальдека-Руссо в союзе с радикалами-социалистами.
11 ноября 1903 года правое крыло умеренных республиканцев, которые выступали как против кабинета Вальдека-Руссо, так и против союза с радикалами-социалистами, а некоторые из них к тому же были против защиты Альфреда Дрейфуса, основало свою партию, назвав её Республиканская федерация. Лидерами консервативных республиканцев были такие влиятельные деятели Третьей Республики как Жюль Мелен, Александр Рибо, Жан Казимир-Перье и Шарль Дюпюи. Они представляли республиканскую буржуазию, тесно связанную с деловыми кругами и выступавшую против социальных реформ. Правые республиканцы выступали за относительную децентрализацию, тем самым записываясь в продолжатели жирондистов Французской революции. Так же, как и многие другии партии того времени, Республиканская федерация не была массовой партией, включая в основном видных политиков, опиравшихся на местные избирательные комитеты и объединявшихся в Национальном собрании в одну или несколько парламентских групп. В ней никогда не состояло много членов (30 000 в 1926 году и 18 000 в 1939 году).

### Межвоенный период
В первых после мировой войны выборах в 1919 году Республиканская федерация участвовала в избирательных списках Национального блока. В том же году Народно-либеральное действие, партия католиков, признавших республиканский режим, присоединилось к Республиканской федерации, заседая в парламентской группе Демократическое республиканское согласие (группа Араго).
В межвоенный период Республиканская федерация всё больше и больше сдвигалась вправо, и её нельзя просто назвать христианско-демократической партией (ярлык, который правильнее применять к очень небольшой Народно-демократической партии). Её религиозно-правое и ультранационалистическое крыло было усилено победой левоцентристов на выборах 1924 года и последующим подъёмом антипарламентских и националистических лиг, а также сменой поколений в руководстве партии. В то же время меньшее по численности и влиянию христианско-демократическое и социал-католическое левое крыло партии получило поддержку от прихода католиков из Народно-либерального действия. Однако раскол между левыми и правыми внутри партии проявился в том, что депутаты от левых предпочли заседать в парламентской группе, отдельной от основной партии (например, группа Народно-демократической партии, группа Эльзасского народного действия или группа Перно «Социальное действие»).
Эти изменения отразились в передаче власти от консервативно настроенного промышленника «Прекрасной эпохи» Огюста Исаака к более молодому юристу Луи Марену в 1925 году. Под руководством Марена Республиканская федерация постепенно превратилась из конфедерации местных политических боссов в более упорядоченную политическую партию по образцу левых республиканцев на рубеже веков, стала более иерархизированной с созданием молодёжных секций, в то время как рядовые члены получили больший вес.
Хотя несколько членов Республиканской федерации участвовали в правительствах Думерга, Фландена и Лаваля в 1934—1935 годах, большая часть партии выступала против сотрудничества с республиканским центром, которое, казалось, оправдывало стратегию «сплочения центра» (concentration républicaine), продвигаемую правоцентристским Демократическим альянсом. Следуя опыту сначала Национального блока, а затем Левого картеля в 1924 году, многие члены партии выступали за единство правых вместо «сплочения центра». После путча 6 февраля 1934 года, который хоть и провалился, но привёл к падению второго правительства Левого картеля, большинство партии выбрало правую стратегию, приняв сторону противников республики, обвиняемых в антипатриотической деятельности.
В 1937 году Республиканская федерация в пику созданному годом ранее левыми и центристами Народному фронту приняла участие в организации Фронта свободы вместе с фашистской Французской народной партией Жака Дорио, небольшой Республиканской национальной и социальной партией и Французской аграрно-крестьянской партией Флерана Агриколы. Хотя Фронт свободы был задуман Луи Мареном и другими лидерами партии как средство борьбы против растущего влияния Французской социальной партии полковника Франсуа де ля Рока — одной из первых правых массовых партий Франции — этот союз также соответствовал идеям провинциальных политиков (таких как депутат от Роны Виктор Перре) и активистов, противостоящих как левым, так и правоцентристским партиям, таким как Демократический альянс или Народные демократы.
Сдвиг партии вправо в 1930-х годах привёл к тому, что её покинули несколько крупных довоенных деятелей, таких как депутат Лоран Бонве. Республиканская федерация в эти годы выступала связующим звеном между парламентскими консерваторами и правыми антиреспубликанскими националистами, организованными в различные крайне правые военизированные формирования и ультрамонархистское Французское действие. Таким образом, члены партии, такие как Филипп Анрио или Ксавье Валла (оба будущие коллаборационисты), служили посредниками между лидерами Республиканской федерации и внепарламентскими правыми.

### После 1940 года
Католический традиционализм, антикоммунизм и национализм-консерватизм, распространённые среди членов Республиканской федерации, побудили большинство из них принять новый режим Национальной революции. Сразу несколько важных членов партии активно участвовали в деятельности режима Виши. Но не все встали на путь коллаборационизма. Республиканская федерация формально была одной из шести партий-членов Национальный совет сопротивления, где её представлял Жак Дебю-Бридель. Вместе с Луи Мареном последний безуспешно пытался воссоздать Республиканскую федерацию, но несмотря на все их усилия партия осталась дискредитированной пассивным отношением большинства её членов. Они приняли участие в нескольких попытках создать организацию-преемника Республиканской федерации, включая Республиканскую партию свободы, пока в 1949 году не был основан Национальный центр независимых.

## В парламенте
В Палате депутатов представители Республиканской федерации входили в следующие парламентские группы:
- 1903 — Прогрессивные республиканцы (Républicain progressiste)
- 1914 — Республиканская федерация (Fédération républicaine)
- 1919 — Демократическое республиканское согласие (Entente républicain démocratique)
- 1930 — Демократический и республиканский союз (Union républicaine et démocratique)
- 1932 — Группа Республиканской федерации
- 1936 — Республиканская федерация и группа Независимые республиканцы и социальное действие[фр.] (Republicain indépendant d’action sociale)

Кроме того, к Республиканской федерации также была близка группа независимых республиканцев Жоржа Манделя.
Сенаторы от Республиканской федерации по крайней мере до 1936 года входили в группу Национальное республиканское и социальное действие (Action nationale républicaine et sociale, ANRS).

## Электоральная история
| Итоги выборов в Палату депутатов |       |           |       |            |       |             |
| Год                              | Место | Голоса    | %     | Мандаты    | +/-   | Лидер       |
| 1906                             | 2-е   | 1 864 557 | 21,16 | 78 из 585  | —     | Огюст Исаак |
| 1910                             | 2-е   | 1 565 698 | 19,08 | 119 из 595 | ▲ 41  | Огюст Исаак |
| 1914                             | 5-е   | 397 547   | 4,72  | 37 из 601  | ▼ 82  | Огюст Исаак |
| 1919                             | 1-е   | 1 819 691 | 22,23 | 183 из 613 | ▲ 146 | Огюст Исаак |
| 1924                             | 1-е   | 3 190 831 | 35,35 | 102 из 581 | ▼ 81  | Огюст Исаак |
| 1928                             | 2-е   | 2 082 041 | 21,99 | 102 из 604 | ▬     | Луи Марен   |
| 1932                             | 4-е   | 1 233 360 | 12,88 | 59 из 607  | ▼ 43  | Луи Марен   |
| 1936                             | 3-е   | 1 666 004 | 16,92 | 60 из 610  | ▲ 1   | Луи Марен   |

## Лидеры
- 1903—1906 — Эжен Мотт
- 1906—1911 — Жозеф Тьерри[фр.]
- 1911—1914 — Шарль Преве
- 1914—1919 — Шарль Бенуа
- 1919—1921 — Виктор Мильяр
- 1921—1925 — Огюст Исаак[фр.]
- 1925—1946 — Луи Марен[фр.]

## Известные члены
- Морис Баррес, писатель.
- Виктор Мильяр, адвокат и депутат.
- Поль Борегар[фр.], педагог и депутат[4].
- Филипп Анрио, поэт, журналист, политик, министр режима Виши, ответственный за пропагандистские передачи.
- Огюст Исаак[фр.], промышленник, депутат от Роны (1919—1924), министр торговли и промышленности (1920—1921) и президент Республиканской федерации до 1924 года.
- Луи Марен[фр.], депутат от Нанси (1905—1951) и президент Республиканской федерации (1925—1940).
- Анри Де Кериллис, политик, журналист и авиатор.